# 所有権
所有権（しょゆうけん）とは、物の全面的支配すなわち自由に使用・収益・処分する権利。
18世紀ないし19世紀の近代的所有権は、自由主義や個人主義思想のもとで絶対的な所有権として成立し、原則的に無制限であると考えられていたが、20世紀に入ると私権の公共性が強調され始め、現代では所有権の横暴を抑制し公共の福祉を図るために社会的・経済的必要から所有権を原則的に制限可能なものであり、むしろ法律が許容する範囲内でのみその存在が可能なものと考えるようになった。
日本の民法においては206条以下に規定がある。
- 以下、民法については、条名のみ記載する。

## 概説
占有を正当化し物の支配の基礎となる権利（占有権以外の物権）を本権というが、所有権は物の使用・収益・処分という全面的支配を内容とするものでその典型である。

### 近代的所有権の歴史
近代の所有権は、土地に対する複雑な封建的制約の廃止を目指して生成した。1789年のフランス人権宣言は、所有権を「神聖不可侵」として所有権の絶対性（所有権絶対の原則）を標榜し、私有財産制の基礎を確立した。

### 近代的所有権の性質
観念性
所有権は物の現実的な支配（占有）とは関係なく観念的に存在するという性質
絶対性
所有権は何人に対しても妨害を受けることなく主張しうるという性質
私的性質
所有権は社会の承認を受けた権利ではあるが、物の支配という点では社会関係から切り離されて私的に存在するという性質
全面的支配性
所有権は物の使用・収益・処分という全面的支配を内容とするという性質
渾一性
所有権は物に対する一切の権能の源泉となる権利であるという性質
恒久性
所有権は目的物が存在する限り永久に存在するもので消滅時効にかからないという性質
弾力性
所有権は制限物権すなわち用益物権（地上権など）や担保物権（抵当権など）によって制限を受けても、その制限が消滅すれば再びもとの全面的支配を回復するという性質

## 所有権の限界

### 所有権の社会性・公共性
20世紀に入ると所有権の絶対性による矛盾が表面化し、その是正が図られた。1919年のヴァイマル憲法（ワイマール憲法）153条3項が「所有権は義務を伴う」（Eigentum verpflichtet.）と定めたことは、この現れである。日本国憲法では、「公共の福祉」（日本国憲法29条2項等）により、所有権には一定の制限がかけられている。現在では、公衆衛生や消防などの警察的な制限だけでなく、都市計画や環境保全の分野など、行政法によって多くの制限が加えられている。

### 所有権の制限

#### 私法上の制限
- 土地所有権の範囲
土地所有権は、法令の制限内において、土地の上空及び地下の範囲にまで及ぶ（207条）。
  - 地中の鉱物

地中の一定の種類の鉱物（金、銀、銅、タングステン、ニッケル、コバルト等）は国に掘採・取得の権利がある（鉱業法2条・3条）[7]。
  - 大深度地下

大深度地下の公共的使用に関する特別措置法により同法上の大深度地下の公共使用については同意や補償を要しない[7]。
- 相隣関係（209条-238条）
- 特別法上の制限

特別法上の制限として借地借家法や農地法がある。

#### 公法上の制限
公法上の制限としては次のようなものがある。
- 土地利用・都市計画
  - 土地収用法
  - 都市計画法
  - 都市再開発法
  - 土地区画整理法
  - 宅地造成及び特定盛土等規制法
  - 土地改良法
  - 農地法
  - 河川法
  - 自然公園法
  - 古都における歴史的風土の保存に関する特別措置法（古都保存法）
- 保安基準
  - 建築基準法
  - 消防法
- 保健衛生・危害予防
  - 麻薬及び向精神薬取締法
  - 覚醒剤取締法
  - 銃砲刀剣類所持等取締法
  - 火薬類取締法
- 公害防止・環境保全
  - 大気汚染防止法
  - 水質汚濁防止法
  - 騒音規制法
  - 自然環境保全法
- 教育文化
  - 文化財保護法
- 重要施設の維持管理
  - 道路法
  - 航空法

## 所有権の取得
原始取得とは、取得した権利の根拠がその権利を前に有していた者の権利にあるのではなく、その取得によって原始的（原初的）に成立する場合の権利取得である。民法に示されている原始取得は、無主物先占（狩猟、漁獲など）・遺失物拾得・埋蔵物発見・添付（付合、混和、加工の総称）である。また、一般に時効取得と即時取得（善意取得ともいう）も原始取得の一態様とされている。
原始取得と対となる概念は承継取得（承継的取得）である。承継取得とは、所有権の取得のうち、前の所有者（前主）の所有権を引き継ぐ（承継する）形で所有権を取得するものである。承継取得の場合には原始取得とは異なり所有権に設定されていた地上権や抵当権などの制限物権が所有権の負担として引き継がれることとなる。現代社会において所有権の取得原因として最も主要なものは契約（売買等）と相続でいずれも承継取得である。

## 共有関係
日本の民法では249条から264条に定められている。
共有とは、所有権などある一定の権利が複数の主体によって支配・利用されている状態のこと。所有権以外の財産権の共有については準共有と呼ばれる（264条）。共有関係にある者のことを共有者という。民法は単独所有を原則とするが、現実には、共同生活の中で、一つの物に対し複数人が所有することもよく行われるため、249条から264条までの共有に関する規定がおかれた。ただし、共有関係、特に狭義の共有は、法律関係を複雑にし、その把握を非常に困難にする事から、比較的容易に共有関係を脱する事が出来るような規定（共有物分割等）が多くおかれている。

## 区分所有権

### 区分所有権の意義
ビルの一室など構造上区分された建物の部分を目的として成立する所有権を区分所有権という（建物の区分所有等に関する法律第2条第1項）。建物の区分所有等に関する法律（区分所有法）では、一棟の建物に構造上区分された数個の部分があり、それぞれ独立して住居・店舗・事務所など建物としての用途に供することができる場合には、その各部分はそれぞれ所有権の目的とすることができるとし（同法第1条）、区分所有権は建物の区分された一部に成立するものであり、区分所有者は建物の保存に有害な行為をすることや建物の管理・使用に関して共同の利益に反する行為をすることなどが禁じられている（同法第6条）。

### 専有部分と共有部分
区分所有権の対象となっている建物には専有部分と共用部分があり、区分所有法第2条第3項・第4項に定めがある。
- 専有部分
  - 区分所有法で所有権の目的となっている建物の部分
- 共用部分
  - 専有部分以外の建物の部分
    - 区分所有されている建物の構造上、区分所有者の全員又はその一部の共用に供されるべき建物の部分は、専有部分以外の建物の部分として共用部分となる（同法第4条第1項）。

  - 専有部分に属しない建物の附属物
  - 建物の区分所有等に関する法律4条2項の規定により共用部分とされた附属の建物
    - 区分所有されている建物の一定の部分及び区分所有されている建物に附属する建物のうち規約により共用部分とされた場所（同法第4条第2項）。ただし、対抗要件として登記を要する。